# Honczary (rejon głębocki)
Honczary – dawna wieś. Tereny na których leżała znajdują się obecnie na Białorusi, w obwodzie witebskim, w rejonie głębockim, w sielsowiecie Plisa.
Dawniej używana nazwa – Gonczary.

## Historia
W czasach zaborów w gminie Czerniewicze, w powiecie dzisieńskim, w guberni wileńskiej Imperium Rosyjskiego.
W latach 1921–1945 wieś leżała w Polsce, w województwie wileńskim, w powiecie dziśnieńskim, w gminie Czerniewicze, a od 1929 w gminie Łużki.
Według Powszechnego Spisu Ludności z 1921 roku zamieszkiwało tu 101 osób, 60 było wyznania rzymskokatolickiego a 41 prawosławnego. Jednocześnie 4 mieszkańców zadeklarowało polską a 97 białoruską przynależność narodową. Było tu 17 budynków mieszkalnych. W 1931 w 16 domach zamieszkiwało 129 osób.
Wierni należeli do parafii rzymskokatolickiej w Zadrożu i prawosławnej w Porzeczu Cerkiewnym. Miejscowość podlegała pod Sąd Grodzki w Łużkach i Okręgowy w Wilnie; właściwy urząd pocztowy mieścił się w Łużkach.